# Utmaningsbar marknad
En utmaningsbar marknad är en där det finns relativt få producenter, men fortfarande ett konkurrensutsatt jämviktsläge på grund av potentiella kortsiktiga uppstartsföretag. Skapandet av en utmaningsbar marknad är fokuserad mot att minimera eller eliminera de barriärer mot in- eller utträde som existerar på marknaden. Finns inga barriärer kan nya företag starta upp, och hotet om nyuppstartade företag motverkar ofta att företag med en stor andel av marknaden börjar utnyttja monopolistisk makt. Teorin om utmaningsbara marknader (Contestable Markets) slår hål på den traditionella synen där antalet aktörer på en marknad och dess konkurrensutsatthet ofta ses som paralleller.
Den utmaningsbara marknaden kännetecknas av:
1. Inga barriärer för att in- eller utträda från marknaden.
2. Inga sänkta kostnader.
3. Tillgång till samma teknologi.

Teorin utvecklades och föreslogs av William J. Baumol 1982 och mer om dess tillämpning inom godstransportområdet kan man läsa i en doktorsavhandling från Göteborgs Universitet författad av Rikard Engström. 